# Горан Ракочевић
Горан Ракочевић (рођен 1. марта 1951. године у Београду) је бивши југословенски кошаркаш. Играо је за кошаркашки клуб Црвена звезда од 1969. до 1979. године.

## Каријера
Највећи део своје каријере провео је у Црвеној звезди. Важио је за великог радника и доброг дефанзивца. Једну од најбољих утакмица одиграо је у четвртфиналу Купа Шампиона против Реала. Тада је поред одличне одбране, одиграо и веома добро у нападу и са 20 поена допринео да Звезда прође у полуфинале тог такмичења. Ипак у полуфиналу их је чекао јак ЦСКА који је победио Звезду.

## Репрезентација
За репрезентацију Југославије је играо на 17 утакмица (4 на Медитеранским играма у Алжиру). Постигао је на тим утакмицама укупно 95 кошева.

## Остало
Ожењен је Весном Страхињић (професор) са којом има сина и ћерку. Син Игор Ракочевић је бивши репрезентативац Србије, који је као и отац играње кошарке започео у Црвеној звезди.